# J Plus精品酒店

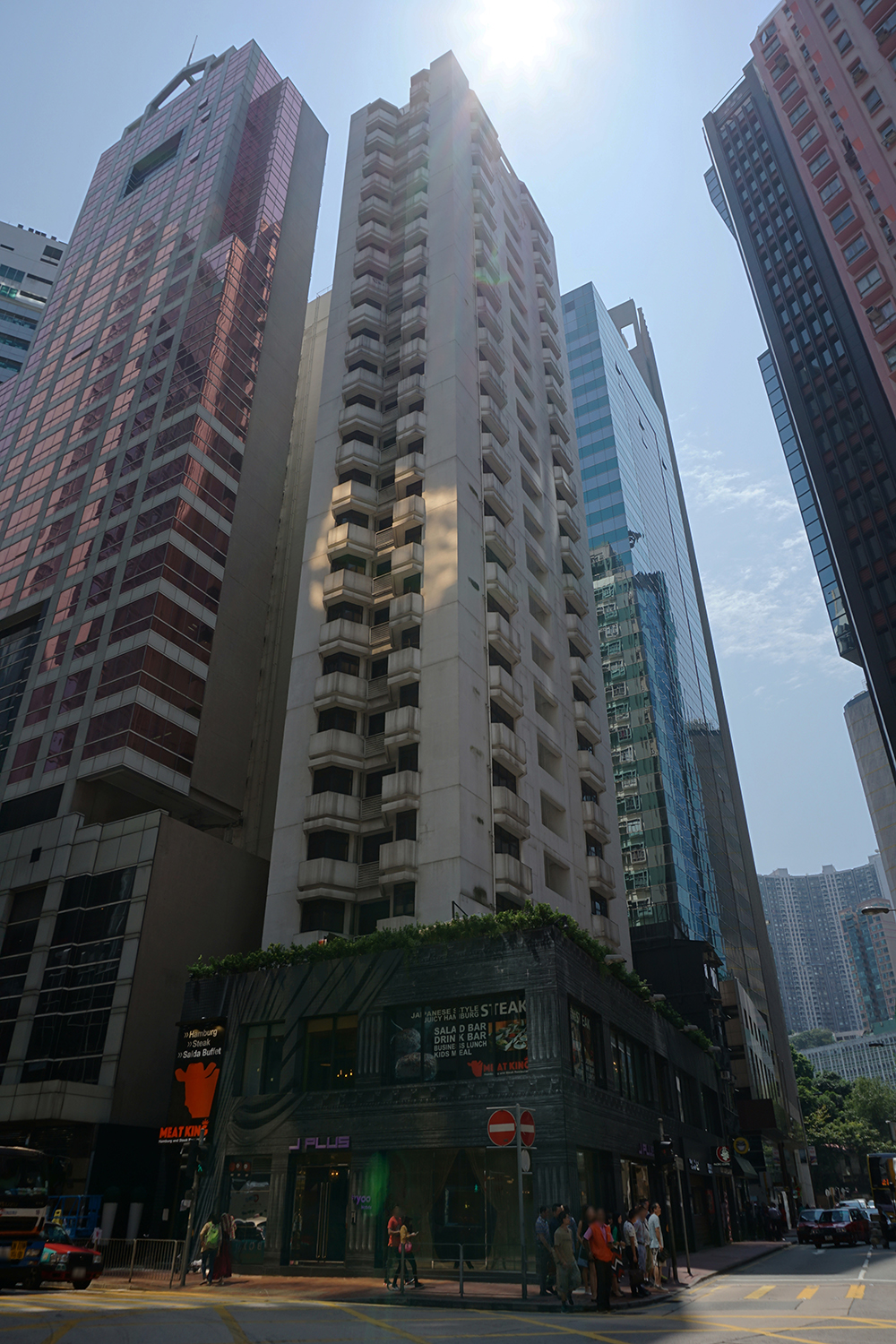
J Plus精品酒店

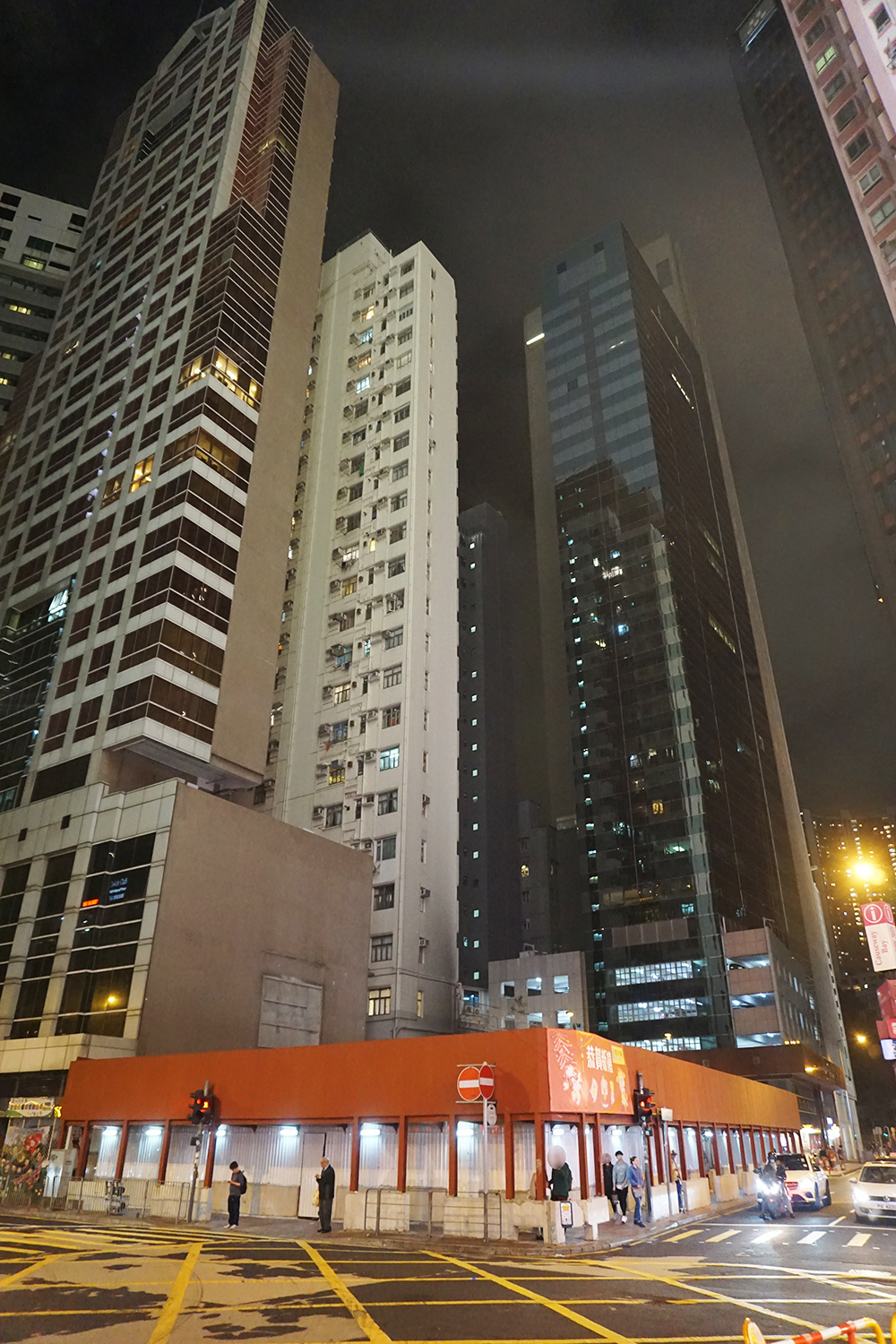
拆卸後的J Plus精品酒店

J Plus精品酒店前稱「Jia香港酒店」

J Plus精品酒店（英語：J Plus Boutique Hotel），前稱Jia香港酒店，為香港已結業拆卸的一間四星級酒店，位處於香港島銅鑼灣伊榮街1-5號伊榮閣，鄰近港鐵銅鑼灣站，樓高25層，酒店於2003年12月開幕，共提供54間豪華客房。2017年1月，資本策略以17億港元向鎮科集團沽出J Plus全幢酒店作重建商廈之用，2018年酒店完成拆卸。

## 命名
前稱Jia香港酒店，Jia為漢語拼音，代表家的意思，表示酒店便仿如家一樣。

## 酒店設施
- 商務中心
- 會議室
- 露天平台
- 餐廳
- 酒吧

## 餐廳
- OPIA（西餐／酒吧）餐廳資料

## 獎項
- Conde Nast Traveller Hot List 2005
- 獨立（倫敦）報紙列為五項大中華區最佳酒店專賣店

## 交通
港鐵：
- █  港島綫：銅鑼灣站E、F出口

## 參看
- 香港酒店列表
- Jia Shang Hai Hotel
- Jia Krabi Hotel
- Jia Boutique Hotel

## 資料來源
1. ↑  . 香港經濟日報. 2017年1月9日  [2019年2月21日]. （原始内容存档于2019年9月8日）.（繁體中文）

## 外部連結
- J Plus精品酒店